# Bianchi 6 HP
Der Bianchi 6 HP ist ein Pkw-Modell. Hersteller war Bianchi aus Italien.

## Beschreibung
Die erste bekannte Erwähnung war 1902 im Bianchi-Katalog. Dort ist ein De-Dion-Bouton-Einzylindermotor mit 6 PS Leistung angegeben. De Dion-Bouton hatte ab Ende 1901 einen Motor dieser Stärke mit 90 mm Bohrung, 110 mm Hub und 700 cm³ Hubraum im Sortiment. Der Motor war vorn im Fahrzeug eingebaut. Er trieb über ein Dreiganggetriebe und eine Kardanwelle die Hinterachse an. Auf einem Bild ist erkennbar, dass die Motorabdeckung seitliche Lüftungsschlitze hatte. Der Wasserkühler ist nicht sichtbar. In den einzelnen Gängen waren Höchstgeschwindigkeiten von 14 km/h, 30 km/h und 45 km/h möglich. Die Abbildung zeigt einen zweisitzigen Phaeton mit Verdeck.
Im Katalog von 1903 ist ein anderes Fahrzeug als 6 HP bezeichnet. Die Herkunft des Motors ist nicht angegeben, er könnte statt von De Dion-Bouton von Ateliers de Construction Mécanique l’Aster stammen. An beiden Seiten der Motorhaube befanden sich Wasserkühler, die nach dem Thermosiphonprinzip arbeiteten. Das Getriebe soll nur zwei Gänge gehabt haben. Hinter der zweisitzigen Bank ist ein Notsitz für eine weitere Person.